# 丛桂路
丛桂路位於廣東省广州市荔灣區，是一条呈南北走向的道路。目前在六二三路以北的车辆通行方向为由南往北单向通行。
叢桂路原名叢桂坊，初名叢桂里，得名源於南宋時代。傳說嘉泰二年（1202），有南海人劉氏三兄弟，均考中進士。鄉里讚譽三兄弟考取功名，從而將他們的住地為叢桂里，寓意蘭桂騰芳。
叢桂路北段原有大觀河流經，為西關最繁華之地，涌上的八座橋清朝名為「八橋之盛」。

## 与之交汇道路
- 顺序由南往北排列，粗体字为主干道
- 六二三路
- 黄沙大道、珠江隧道黄沙出口
- 黄沙后道
- 和平西路、和平西路延长线(在建)
- 恩宁路

## 公共交通
- 广州地铁1号线6号线 黃沙站

均在鄰近路叢桂路位置設有出口。
1. ↑  . 荔湾区地方志馆. 2016-09-16. （原始内容存档于2017-12-01）.